# Manat

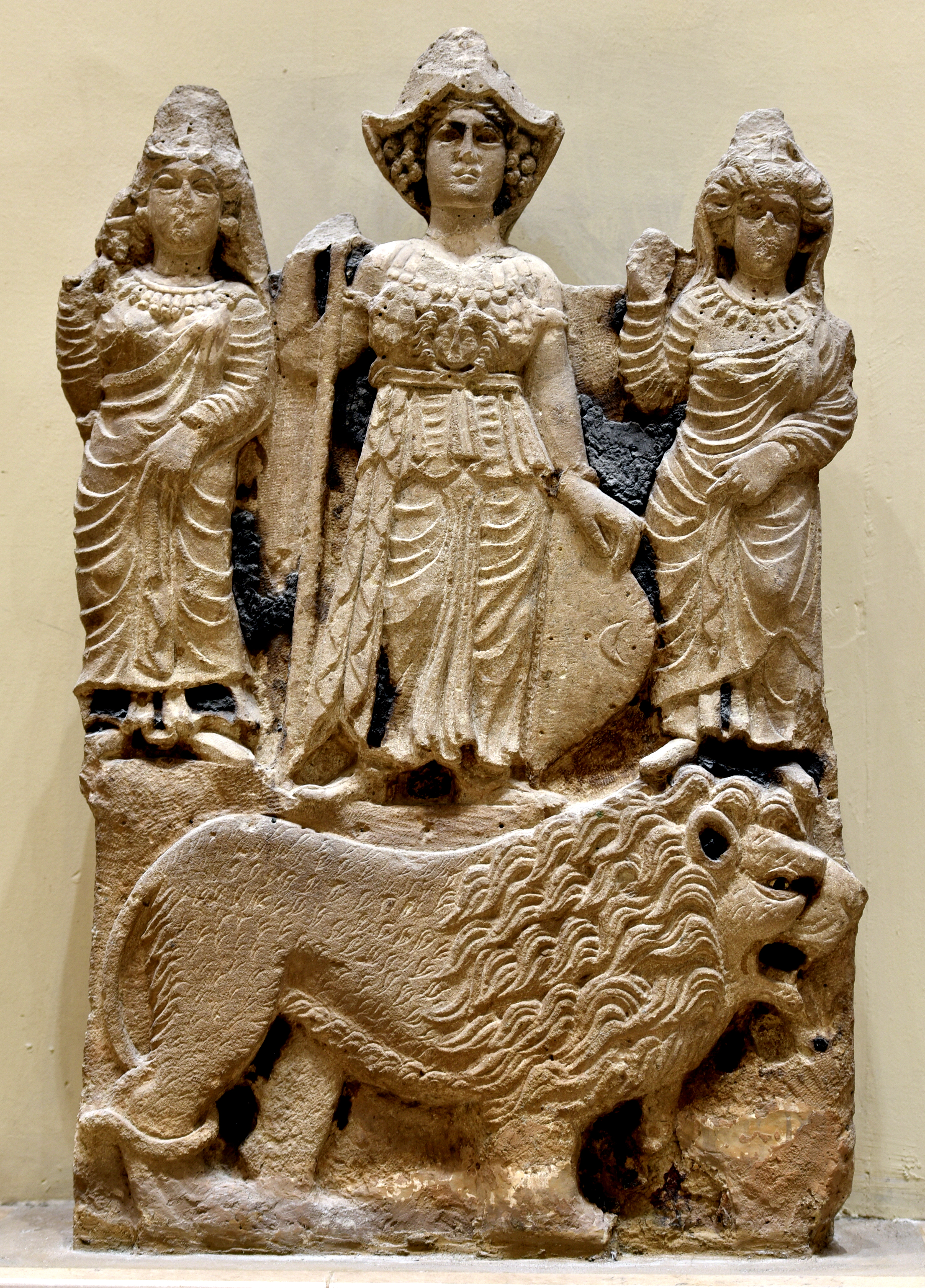
Relieve de Hatra con las diosas árabes Al-Lat, Manat y al-Uzza sobre un león rugiente.

Manat o Manah era una diosa perteneciente a la mitología árabe preislámica. El nombre «Manat» deriva de las palabras árabes ma'niyya y manum, que significan ‘muerte’, ‘destino’ y ‘tiempo’.
Se la adoraba bajo la forma de una piedra negra que se levantaba en la playa entre La Meca y Medina.  Era, según algunos pueblos semíticos, una de las hijas de Alá, pero también se la consideraba la diosa de la muerte y el destino.
Junto con las diosas Uzza y Al-lat, Manat era una de las tres diosas protectoras de La Meca. A veces, estas tres diosas conformaban una trinidad.
Al parecer, la idea del destino del hombre en la tierra, la transitoriedad de la vida, sus acontecimientos y traiciones llamaron la atención de la imaginación de los beduinos y se convirtieron en uno de los temas más frecuentes de la poesía árabe. No es, pues, de sorprender, afirma Jairath Al-Saleh en su libro Ciudades fabulosas, príncipes y yinn de la mitología árabe (cuarta edición 1990/28, edit. Anaya), que Manat, la diosa de la muerte y el destino, fuera una de las divinidades más antiguas de Arabia. 